# En gång om året
En gång om året är en svensk dramafilm från 2012 i regi av Gorki Glaser-Müller. I rollerna ses Gunilla Röör och Michalis Koutsogiannakis.

## Om filmen
Filmen producerades av Kristofer Henell och Erika Malmgren och fotades av Carl P. Rasmussen. Musiken komponerades av Kristian Hollingby Matsson (The Tallest Man on Earth) och Amanda Hollingby Matsson (Idiot Wind). Filmen klipptes av Andreas Nilsson och premiärvisades 29 januari 2012 på Göteborgs filmfestival. Biopremiären ägde rum den 17 maj 2013.
Gunilla Röör nominerades till en Guldbagge 2014 för Bästa kvinnliga huvudroll för rollen som Maria.

## Handling
Maria och Mikael är båda gifta på varsitt håll men träffas sedan 30 år tillbaka en gång om året på olika hotellrum. På hotellen har de sitt eget miniuniversum där ledorden alltid varit passion utan krav. Detta året har emellertid något förändrats: vardagen sipprar in och deras relation sätts på prov.

## Rollista
- Gunilla Röör – Maria
- Michalis Koutsogiannakis – Mikael

## Mottagande
Filmen har medelbetyget 3,2/5 på Kritiker.se, baserat på femton recensioner.

## Musik
1. "Your Stories" (text, musik och framförande: Kristian Matsson)
2. "Some Will Spare You"	(text och musik: Matsson, framförande: Matsson och Amanda Bergman)
3. "Scapegoat" (text och musik: Bergman, framförande: Matsson och Bergman)
4. "When You Harvest" (text och musik: Matsson, framförande: Matsson och Bergman)
5. "Will There Be More" (text och musik: Bergman, framförande: Matsson och Bergman)
6. "Karlsarvet" (musik: Matsson, framförande: Matsson och Petter Nygårdh)
7. "Heart Like a River" (text och musik: Matsson, framförande: Matsson och Bergman)
8. "Keops pyramid" (text och musik: Mikael Wiehe, framförande: Wiehe och Christer Karlsson)
9. "Tranquil Place" (musik: Ben Ringham och Max Ringham)